# Jukka Vastaranta
Jukka Vastaranta (Tampere, 29 de marzo de 1984) es un deportista Finlandia que compitió en ciclismo en las modalidades de ruta y montaña (campo a través).
En carretera perteneció al equipo Rabobank entre 2003 y 2006; en 2010 compitió para el SP Tableware. Obtuvo la victoria en la Flecha de las Ardenas de 2003 y en el Tríptico de las Ardenas de 2003.
Ganó una medalla de plata en el Campeonato Europeo de Ciclismo de Montaña en Maratón de 2011.

## Medallero internacional
| Campeonato Europeo | Campeonato Europeo  | Campeonato Europeo | Campeonato Europeo |
| Año                | Lugar               | Medalla            | Competición        |
| ------------------ | ------------------- | ------------------ | ------------------ |
| 2011               | Kleinzell (Austria) | Medalla de plata   | Campo a través     |

## Palmarés
2003
- Tríptico de las Ardenas, más 2 etapas
- 2 etapas de la Volta a Lleida
- Flecha de las Ardenas
- 1 etapa en el Tour de los Pirineos

2004
- 1 etapa del Circuit des Mines
- 1 etapa del Tour de la Manche
- 1 etapa del Tour de Olympia
- Campeonato de Finlandia Contrarreloj

2005
- 1 etapa de la Ster Elektrotoer

## Resultados en Grandes Vueltas
| Carrera | Carrera         | 2003 | 2004 | 2005 | 2006 | 2007 |
| ------- | --------------- | ---- | ---- | ---- | ---- | ---- |
|         | Giro de Italia  | —    | —    | —    | —    | —    |
|         | Tour de Francia | —    | —    | ―    | —    | —    |
|         | Vuelta a España | —    | —    | Ab.  | —    | —    |

| —: No participó | Ab: Abandono |